# Simyra unifacta
Simyra unifacta är en fjärilsart som beskrevs av Dyar 1912. Simyra unifacta ingår i släktet Simyra och familjen nattflyn. Inga underarter finns listade i Catalogue of Life.